# Драмаль
45°11′ пн. ш. 14°40′ сх. д. / 45.19° пн. ш. 14.66° сх. д.
Драмаль (хорв. Dramalj) — населений пункт у Хорватії, у Приморсько-Горанській жупанії у складі міста Цриквениця.

## Населення
Населення за даними перепису 2011 року становило 1485 осіб.
Динаміка чисельності населення поселення:

## Клімат
Середня річна температура становить 13,78 °C, середня максимальна – 26,40 °C, а середня мінімальна – 2,03 °C. Середня річна кількість опадів – 1263 мм.
| Клімат поселення                              | Клімат поселення | Клімат поселення | Клімат поселення | Клімат поселення | Клімат поселення | Клімат поселення | Клімат поселення | Клімат поселення | Клімат поселення | Клімат поселення | Клімат поселення | Клімат поселення | Клімат поселення |
| Показник                                      | Січ.             | Лют.             | Бер.             | Квіт.            | Трав.            | Черв.            | Лип.             | Серп.            | Вер.             | Жовт.            | Лист.            | Груд.            |                  |
| Середній максимум, °C                         | 9,52             | 9,84             | 12,03            | 15,64            | 20,45            | 24,57            | 26,40            | 26,07            | 21,83            | 17,55            | 12,91            | 10,11            |                  |
| Середня температура, °C                       | 5,78             | 6,09             | 8,29             | 11,90            | 16,72            | 20,84            | 23,24            | 22,88            | 18,65            | 14,38            | 9,73             | 6,93             |                  |
| Середній мінімум, °C                          | 2,03             | 2,36             | 4,55             | 8,16             | 12,97            | 17,10            | 20,05            | 19,71            | 15,48            | 11,18            | 6,55             | 3,75             |                  |
| Норма опадів, мм                              | 96               | 80               | 83               | 88               | 90               | 98               | 57               | 78               | 147              | 164              | 159              | 123              |                  |
| Середньомісячна швидкість вітру, м/с          | 2.89             | 3.04             | 3.07             | 2.89             | 2.63             | 2.48             | 2.49             | 2.49             | 2.61             | 2.85             | 3.16             | 3.16             |                  |
| Середньомісячна сонячна радіація, кДж/м²·день | 4453             | 7215             | 10546            | 15019            | 19210            | 20976            | 22439            | 19226            | 14093            | 9095             | 4841             | 3727             |                  |
| --------------------------------------------- | ---------------- | ---------------- | ---------------- | ---------------- | ---------------- | ---------------- | ---------------- | ---------------- | ---------------- | ---------------- | ---------------- | ---------------- | ---------------- |
| Джерело:                                      |                  |                  |                  |                  |                  |                  |                  |                  |                  |                  |                  |                  |                  |